# Mycomya duplicata
Mycomya duplicata är en tvåvingeart som först beskrevs av Edwards 1925.  Mycomya duplicata ingår i släktet Mycomya och familjen svampmyggor. Inga underarter finns listade i Catalogue of Life.